# 2次元コンピュータグラフィックス
2次元コンピュータグラフィックス（にじげんコンピュータグラフィックス、英語: two-dimensional computer graphics, 2DCG）とは、コンピュータを使って図や絵を描く技術のことである。コンピュータを使って描かれた図や絵そのものを指すこともある。

## 概要
2DCGにより作成される絵や図は、コンピュータの内部表現として、写真修整や画材表現に適したラスタ形式と、ロゴデザイン、設計・製図や地図などに適したベクタ形式に分かれる。DTPなど実際のアプリケーションにおいては、これらの表現形式は混在しているケースが多い。かつて1980～1990年代「ラスターグラフィックス」（＝画像）、「ベクターグラフィックス」（＝図形）という区分が存在したが、こんにち内部表現がベクタ形式であっても、利用者が目にするのはラスタライズされた結果であることがほとんどなので、このような区分方法が用いられることは少なくなっている。加えて、デザインやイラストレーション、アニメーションなどでデジタル作画・彩色が主流となっている今日においては、特に必要な場合を除いては「2DCG」という表現自体が使用されなくなっており、単にCGと言えば3次元コンピュータグラフィックス（3DCG）を指すのが一般的になっている。

## 2次元グラフィックスの編集
2次元グラフィックスを編集するには、ペイント系はラスタ形式の、ドロー系はベクタ形式のソフトウェアというように、それぞれ専用のソフトウェアが存在する。これらを総称してグラフィックソフトウェアと呼ぶ。画像処理ソフトと呼ぶ場合、通常内部表現がラスタ形式のアプリケーションを指す。また「イメージ」あるいは「グラフィックス」という言葉は、多くの場合、図形と画像二つの概念を含んで用いられる。単純に「image＝画像」のように翻訳すべきでない。
- ラスターイメージの操作 - ペイントソフト、フォトレタッチソフト
- ベクターイメージの操作 - ドローソフト、CADソフト

グラフィックソフトは、通常はラスターイメージかベクターイメージのどちらか一方を編集するが、両方を編集できるものもある。ベクターイメージの一部にオブジェクトとしてラスターイメージを含め、拡大縮小や回転を指定することは可能である。問題は編集方法。ベクターイメージに埋め込まれたラスターイメージをピクセル単位で再編集するには、ほとんどの場合ほかのラスターイメージを扱えるソフトウェアに処理してもらわなければならないが、高機能なソフトではラスターイメージをピクセル単位で編集する機能を内蔵しているのである。
ラスターグラフィックスのことを「ビットマップ画像」と言うことがあるが、本来ビットマップとはラスターイメージを処理する技術を意味するので、あまり適切ではない。またベクターグラフィックスのことを「ベクトル画像」と言うのも、歴史的な経緯から見れば、これも適切ではない。

### ソフトウェア
コンピュータグラフィックスの発展に伴い、様々なソフトウェアが高機能な2DCG編集機能を備えるようになっている。以下はその一例である：
| ソフト名          | ラスター編集 | ベクター編集          | 主要機能     |
| ----------------- | ------------ | --------------------- | ------------ |
| Adobe Photoshop   | ✔            | ✔                     | 2Dペイント   |
| GIMP              | ✔            | ？                    | 2Dペイント   |
| CLIP STUDIO PAINT | ✔            | ✔（ベクターレイヤー） | 2Dペイント   |
| Krita             | ✔            | ✔（ベクターレイヤー） | 2Dペイント   |
| Adobe Illustrator | ?            | ✔                     | 2Dドロー     |
| Inkscape          | -            | ✔                     | 2Dドロー     |
| Blender           | -            | ✔（Grease Pencil）    | 3Dモデリング |

## 2次元グラフィックスの入出力
2次元グラフィックスを作成、加工、使用するに当り、そのイメージを何らかの方法で入力しなければならない。

### 入力
2次元グラフィックスを入力する方法には以下の5種類の方法がある。
- キーボード - 文字情報を入力するときに使用。またPostScriptなどグラフィックスが描画できるページ記述言語でプログラムを記述し、ソフトに描画してもらう。
- イメージスキャナ - プリントされた写真（印画紙）や雑誌のグラビアなど印刷物、紙に描かれた絵などを取り込むときに使用。また文字認識にも使われる。
- フィルムスキャナ - ディジタルカメラ以外で撮影した、写真フィルムから画像を取り込むときに使用。
- ディジタルカメラ - ディジタルカメラで撮影した、静止画や動画を取り込むときに使用。
- マウスやペンタブレットなどのポインティングデバイス - ペンの軌跡をコンピュータに伝え、グラフィックソフトに描画してもらう。文字認識ソフトを経由して文字を入力することもある。まだイメージスキャナやペンタブレットなどが普及していなかった時代には、紙に描いた原画の上に食品用ラップフィルムを乗せて油性マーカーでトレースし、そのラップを今度はディスプレイに貼り付けてマウスカーソルでそれをトレースする、ラップスキャンという技法が存在した。

### 出力
2次元グラフィックスを人の目に見えるように出力する方法には、以下の4種類の方法がある。
- ディスプレイ (コンピュータ) - CRTや液晶ディスプレイに出力、表示する。
- フィルム - フイルムレコーダあるいはイメージセッタでフイルムに焼付け、映画として放映する。あるいは印刷用の原版を作成する。
- 印刷 - プリンタで紙に出力する。
- プロット - プロッタで紙に出力する。図面を出力する際に使用。

出力の際は、各図形の情報をもとに各ピクセルに色を割り当てているので、ベクターイメージもラスタライズされてラスターイメージになっている。これは、ディスプレイやプリンタが「この図形の色はこの色」という考え方で出力できないためである。ディスプレイやプリンタがドット（点）の集合で構成されている以上、ベクターイメージの考え方そのままで出力するのは、基本的に難しい。PostScriptプリンタにおいても、印刷データはベクターイメージであるが、プリンタ側でラスタライズされる。逆に、ペンを動かして紙に直接線を引くことで出力するプロッタは、ベクターイメージでなければ出力できない。ペンで描かれるほとんどすべての線は点の集まりではなく、座標と図形コマンド、あるいは方向と長さの情報などで構成されている。